# 膜叶紫麻
膜叶紫麻（学名：Oreocnide boniana），为荨麻科紫麻属下的一个植物种。